# Amy Aquino
Amy Aquino (ur. 20 marca 1957 w Teaneck w stanie New Jersey) – amerykańska aktorka telewizyjna, filmowa i sceniczna. Znana jako odtwórczyni ról wyrazistych i silnych postaci.

## Filmografia

### Filmy
- 1988: Pracująca dziewczyna (Working Girl) jako Alice Baxter
- 1995: Chłopaki na bok (Working Girl) jako Anna

### Seriale TV
- 1995-1996: Gdzie diabeł mówi dobranoc (Picket Fences) jako dr Joanna „Joey” Diamond
- 1995-2009: Ostry dyżur (ER) jako dr Janet Coburn
- 1999-2000: Potyczki Amy (Judging Amy) jako sędzina Greta Anastassio
- 2000: Luzaki i kujony (Freaks and Geeks) jako pani Schweiber
- 2000-2002: Felicity jako dr Toni Pavone
- 2001-2003: Pohamuj entuzjazm (Curb Your Enthusiasm) jako Susan Braudy
- 2001-2004: Jordan (Crossing Jordan) jako detektyw Lois Carver
- 2002-2005: Wszyscy kochają Raymonda (Everybody Loves Raymond) jako Peggy
- 2005-2009: Detektyw Monk (Monk) jako pani Bowen/Rhonda
- 2007: Gotowe na wszystko (Desperate Housewives) jako Erika Gold[2]
- 2009: Skazany na śmierć (Prison Break) jako Alice Simms
- 2009: Bracia i siostry (Brothers & Sisters) jako dr Joan Avadon
- 2021: Falcon i Zimowy Żołnierz jako Christina Raynor

## Nagrody i wyróżnienia
- 1996:
  - nagroda Q podczas Viewers for Quality Television Awards za rolę w serialu Gdzie diabeł mówi dobranoc
  - nominacja do grupowej nagrody dla najlepszej obsady aktorskiej w serialu dramatycznym (Gdzie diabeł mówi dobranoc) podczas Screen Actors Guild Awards